# Лоайса, Мигель Анхель
Миге́ль А́нхель Лоа́йса Ри́ос (исп. Miguel Ángel Loayza Ríos; 21 июня 1940, Икитос, Лорето, Перу — 19 октября 2017, Буэнос-Айрес, Аргентина) — перуанский футболист, выступавший на позиции полузащитника. Почти всю профессиональную карьеру провёл за рубежом, выступая за клубы Испании, Аргентины и Колумбии. В 1959 году выступал за сборную Перу на чемпионате Южной Америки.

## Биография
Мигель Анхель Лоайса на профессиональном уровне начал играть в футбол в 1957 году в столичной команде «Сиклиста», которая на тот момент была участницей Высшей лиги чемпионата Перу.
В 1959 году Лоайса попал в состав сборной Перу на чемпионат Южной Америки в Буэнос-Айресе. Венгерский тренер Дьёрдь Орт выпускал Лоайсу в стартовом составе во всех шести матчах турнира. нападающий отметился пятью забитыми голами — по одному мячу он забил аргентинцам (1:3) и чилийцам, а в победном матче против сборной Уругвая (5:3) Мигель оформил хет-трик. Сборная Перу завершила Судамерикано на четвёртом месте, а Лоайса с пятью мячами поделил третье место в списке лучших бомбардиров с Пауло Валентином.
17 мая 1959 года Лоайса сыграл свой последний матч за сборную Перу. В товарищеской игре «инки» на Национальном стадионе при более чем 50 тыс. зрителей разгромили сборную Англии со счётом 4:1. Лоайса был одним из лучших на поле: он отдал результативную передачу на Хуана Семинарио, когда тот забивал свой второй из трёх голов, а также начал атаку, завершившуюся голом Хуана Хойи.
После яркого выступления за сборную перуанца приобрела испанская «Барселона». Однако прижиться в европейской команде Лоайсе не удалось. Он не сыграл за следующий сезон в чемпионате Испании, в котором его команда финишировала на первом месте, ни одного матча. То же самое случилось и в Кубке ярмарок — этот турнир «сине-гранатовые» также выиграли, а перуанский полузащитник на поле так и не появился. Однако он всё же сыграл за «Барселону» в двух матчах в рамках Кубка генералиссимуса. При этом в обоих матчах 1/16 финала против «Расинга» (Ферроль) он забил по голу. В своей дебютной игре 24 апреля 1960 года на 35-й минуте Лоайса довёл счёт до 3:0 (итог — 7:1), а в ответном матче 1 мая на 23-й минуте сравнял счёт (затем дублем отметился Золтан Цибор и «Барселона» вновь победила — 3:1).
В 1961 году перуанец вернулся в Южную Америку, став игроком «Боки Хуниорс». Вначале он был одним из лидеров своей команды. В 1962 году вместе с «генузцами» выиграл чемпионат Аргентины. Однако за склонность к индивидуальной игре Мигель стал всё чаще попадать в немилость к тренерам столичной команды. В 1962—1963 годах Лоайса уже мало играл за «Боку» и полностью пропустил розыгрыш Кубка Либертадорес 1963, в котором «сине-золотые» дошли до финала.
В 1964 году выступал за «Росарио Сентраль». В следующем году играл за «Уракан». Его игра привлекла внимание другого аргентинского гранда, и в 1966 году Лоайса перешёл в «Ривер Плейт». В розыгрыше Кубка Либертадорес 1966 года Мигель Анхель отметился семью забитыми голами. Это был третий результат после пеньярольца Педро Рочи (10 голов) и одноклубника Даниэля Онеги, забившего в ворота соперников 17 голов. «Ривер Плейт» впервые в своей истории дошёл до финала главного клубного турнира Южной Америки. В первом финальном матче против «Пеньяроля» Лоайса сыграл 41 минуту, но затем вместо него на поле вышел Эрминио Онега. «Ривер» уступил уругвайскому гранду в третьем дополнительном матче в Сантьяго со счётом 2:4. Лоайса во втором и третьем матчах участия не принимал.
В 1967 году Лоайса вернулся в «Уракан». За два сезона он довёл количество сыгранных матчей за «глобо» до 77, в которых забил 31 гол; получил от болельщиков прозвище «Маг». В 1969—1971 годах выступал за «Депортиво Кали». Помог этой команде дважды выиграть чемпионат Колумбии. В следовавших за этими титулами розыгрышах Кубка Либертадорес 1969 и 1970 годов Лоайса забил в общей сложности ещё восемь голов.
Последние дни Мигель Анхель Лоайса провёл в клинике «Кастелар» в Буэнос-Айресе. Умер 19 октября 2017 года. О смерти мужа сообщила его супруга Леонор Луке де Лоайса.

## Титулы и достижения
- Чемпион Испании (1): 1959/60 (не играл)
- Чемпион Аргентины (1): 1962
- Чемпион Колумбии (2): 1969, 1970
- Обладатель Кубка ярмарок (1): 1958/60 (не играл)
- Финалист Кубка Либертадорес (1): 1966